# Créole (yacht)
Pour les articles homonymes, voir Créole (homonymie).
Le Créole est un yacht à voiles (sailing yacht) à coque bois, construit en 1927 par le chantier Camper & Nicholsons Shipyardà Gosport. Il est actuellement la propriété de la famille Gucci.

## Histoire
En 1926, un riche américain, Alec Cochran, décide de se faire construire le plus beau voilier du monde. Le Créole est lancé en 1927 et est baptisé Vira par son ami Fred Hugues. Celui-ci a eu besoin de trois tentatives pour briser la bouteille de champagne sur la coque.  Comme chacun le sait, cela est réputé porter malheur. Le propriétaire est aussi impressionné par la hauteur des mâts. Il fait réduire plusieurs fois leur hauteur, de sorte qu'il ressemble à un voilier à moteur. De ce fait, le Vira, n'ayant plus sa configuration originale, devient plus lourd à la navigation, mais surtout réagit mal à la houle. Le propriétaire renonce à son rêve de profiter dans sa fin de vie du plus beau yacht du moment et le met en vente.
En 1928, il est racheté par Maurice Pope qui le rebaptise Créole (en raison d'un dessert, spécialité de son cuisinier). Il l'utilise dans sa configuration actuelle en faisant des croisières très en vogue dans ces années. Il le remet en vente, presque dix ans plus tard.
En 1937, Sir Connop Guthrie le lui rachète. Le Créole retrouve sa configuration d'origine après être passé par les chantiers Camper & Nicholsons. Il navigue dans ses conditions premières et prend part à de nombreuses régates. 
En 1939, la Seconde Guerre mondiale éclate et le Créole est réquisitionné.
Il est rebaptisé Magic Circle et transformé en chasseur de mines. Il navigue sur les côtes de l'Écosse et perd un mât. En fin de conflit, il est rendu à son propriétaire, mais celui-ci le laisse en l'état et l'abandonne à quai.
En 1947, l'armateur grec Stávros Niárchos décide de son rachat et le rebaptise Créole. En très mauvais état, il est envoyé dans un chantier naval d'Allemagne pour sa restauration. Niárchos vit très souvent à bord et exige de son équipage un parfait entretien.
En 1956 et 1958, il prête le Créole à la Royal Navy pour que ces cadets puissent participer aux grandes courses à voiles de l'époque. Il participe ensuite au financement d'un nouveau navire-école britannique qui portera son nom, le brick Stavros S. Niarchos.
Après 1970, à la suite du suicide de sa femme, Niárchos n'utilise plus le Créole. Il est abandonné à quai en attendant sa vente. 

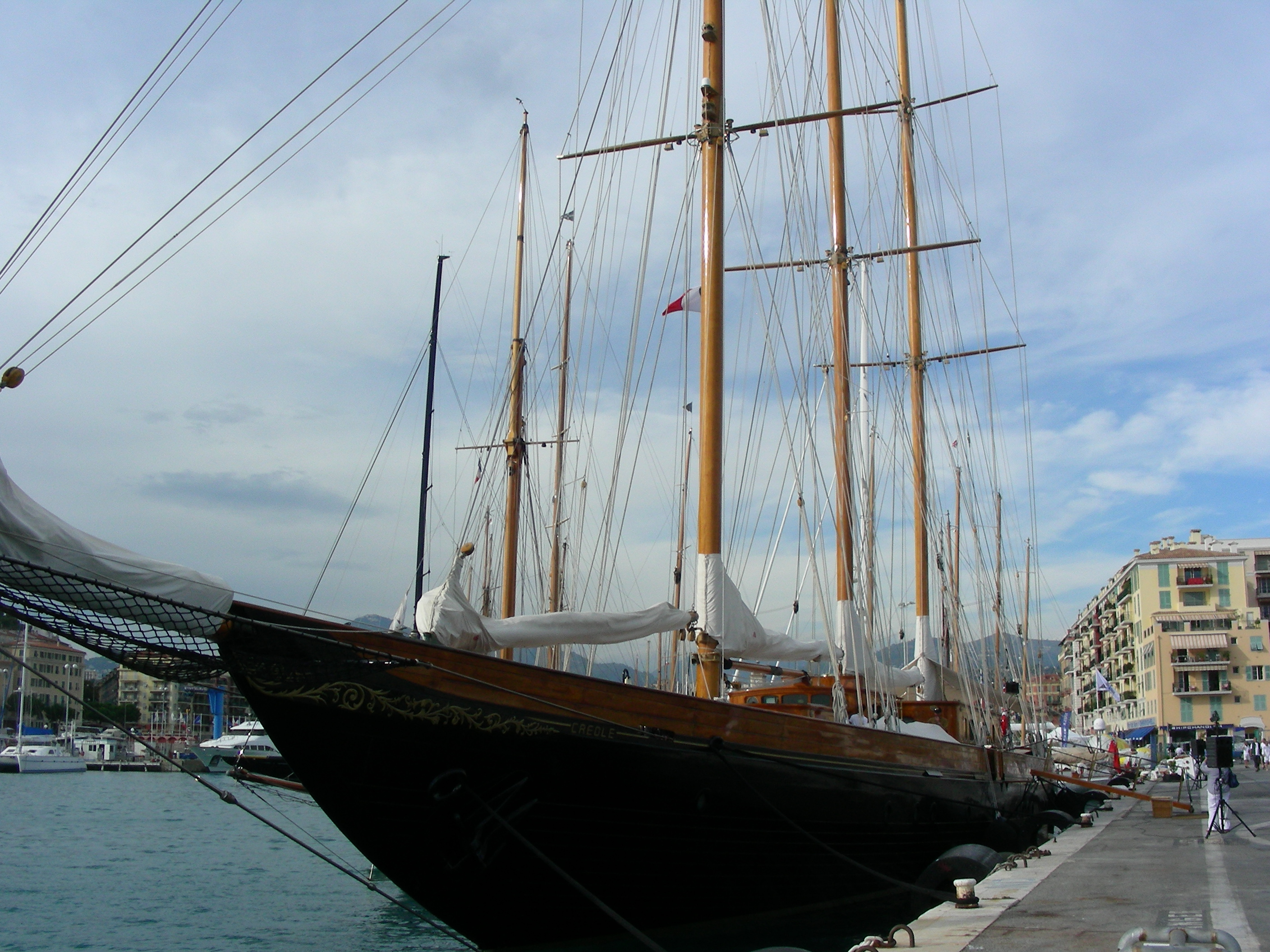
Le Créole au port de Nice à l'occasion des Régates de Nice 2010

En 1977, le gouvernement danois achète le Créole pour en faire un voilier-école, pour la réhabilitation des jeunes toxicomanes. Au bout de cinq ans de navigation, il est devenu presque une épave et est remis de nouveau en vente. 
En 1983, Maurizio Gucci, le célèbre couturier, le rachète pour le restaurer. Six ans de travail ont été nécessaires. Mais les chantiers navals choisis pour sa restauration, Lürssen y Astilleros de Majorque, ne sont pas assez spécialisés dans les gréements traditionnels et le résultat final n'est pas très bon. Le trois-mâts est trop lourd, et le gréement inutilisable. Les travaux sont achevés dans le chantier d'origine avec succès.  
Malheureusement la « malédiction » frappe de nouveau. En 1995, Gucci est assassiné. Le bateau est remis en vente et faute d'acquéreur il reste dans la famille Gucci. Ses apparitions sont plus rares que par le passé. Néanmoins, le voilier accompagne souvent ses propriétaires au cours de régates. Le Créole est utilisé comme une escorte.  Les deux sœurs Gucci naviguent sur un autre voilier plus petit, un très beau sloop appelé Avel (le vent, en breton) construit en 1896.